# Trastorn mineral i ossi associat a la malaltia renal crònica
El trastorn mineral i ossi associat a la malaltia renal crònica (TMO-MRC, en anglès CKD–MBD) és una de les moltes complicacions associades a la malaltia renal crònica (MRC). Representa un trastorn sistèmic del metabolisme mineral i ossi a causa de la MRC manifestat per un o una combinació dels següents:
- Anormalitats del metabolisme del calci, del fòsfor (fosfat), de l'hormona paratiroidal o de la vitamina D
- Anomalies en la remodelació, mineralització, volum, creixement lineal o resistència òssies
- Calcificació vascular o d'altres teixits tous

El TMO-MRC explica, almenys en part, l'elevada morbiditat i mortalitat dels pacients amb MRC, vinculant la malaltia renal i òssia amb complicacions cardiovasculars. És una qüestió de discussió si el TMO-MRC es pot considerar una síndrome real o no.
El TMO-MRC amplia el "vell" concepte d'"osteodistròfia renal", que ara s'hauria de limitar a descriure la patologia òssia associada a la MRC. Així, l'osteodistròfia renal actualment es considera "una" mesura del component esquelètic del TMO-MRC que és quantificable per histomorfometria de la biòpsia òssia. Recentment s'han publicat noves directrius.